# 1954年のワールドシリーズ
1954年のワールドシリーズ（1954ねんのワールドシリーズ）は、1954年9月29日から10月2日まで行われたメジャーリーグのワールドシリーズである。

## 概要
第51回ワールドシリーズ。アメリカンリーグは6年ぶりの出場クリーブランド・インディアンス。ナショナルリーグは3年ぶり出場のニューヨーク・ジャイアンツとの対戦となった。結果は4勝0敗でニューヨーク・ジャイアンツが21年ぶり5回目の優勝。ジャイアンツにとってニューヨーク時代最後の優勝になった。

## 試合結果
表中のRは得点、Hは安打、Eは失策を示す。日付は現地時間。

### 第1戦 9月29日
- ニューヨーク州ニューヨーク／マンハッタン - ポロ・グラウンズ

|                | 1 | 2 | 3 | 4 | 5 | 6 | 7 | 8 | 9 | 10 | R | H | E |
| -------------- | - | - | - | - | - | - | - | - | - | -- | - | - | - |
| インディアンス | 2 | 0 | 0 | 0 | 0 | 0 | 0 | 0 | 0 | 0  | 2 | 8 | 0 |
| ジャイアンツ   | 0 | 0 | 2 | 0 | 0 | 0 | 0 | 0 | 0 | 3  | 5 | 9 | 3 |

1. 勝利：マーブ・グリッソム(1-0)
2. 敗戦：ボブ・レモン(0-1)
3. 本塁打
CLE：なし
NYG：ダスティ・ローズ(1)
4. 観客動員数: 52,751人

#### The Catch
のちにアメリカ野球殿堂入りしたウィリー・メイズは、第1戦で今も語り継がれるファイン・プレーを見せ、そのプレイは「The Catch」（ザ・キャッチ）と呼ばれている。
2-2で迎えた8回、インディアンスは先頭のラリー・ドビーがフォアボールで出塁、続くアル・ローゼンのヒットでノーアウト一、二塁とチャンスを作る。ここで打席に立ったビック・ワーツが打った打球はセンターのメイズの後方へ飛ぶ。これで誰もがインディアンスが勝ち越し、試合が決まったと思った。
しかし、この打球を懸命の背走で追ったメイズはバックスクリーン方向へ懸命に走ると、振り向くことなく、背面キャッチを披露。
試合は延長戦にもつれ込み、最後はジャイアンツがサヨナラ勝ちを収め、そのまま勢いに乗ったジャイアンツは、一気にインディアンスに4連勝しワールドチャンピオンに輝いた。
このメイズのファイン・プレーはシリーズの流れを決し、メイズが打球をグラブに収める瞬間を見事にとらえた写真が広まったこともあり、このプレーは「ザ・キャッチ」（日本では「背面捕球」といわれている）として今も語り継がれている。現在のジャイアンツの本拠地サンフランシスコで行われた2007年のオールスターゲームでは、試合開始前のセレモニーにメイズが登場し始球式を行ったが、登場の際スクリーンには「The Catch」の写真が映し出されていた。
また、この打球を放ったワーツは後に、「あの打球が三塁打かホームランになったら、みな私の事など忘れているだろう。」と語っていたという。

#### サヨナラホームラン
メイズの「The Catch」で息を吹き返したジャイアンツは延長10回の裏、先発して投げ続けてきたインディアンスのボブ・レモンを攻めたてワンアウト一、二塁のチャンスを迎える。ここでレオ・ドローチャー監督はこの試合ヒットのないモンテ・アービンに代えてダスティ・ローズを打席に送る。シーズンでも代打で.340の好成績をあげていたローズは期待に応えて256フィート（約77m）のライトスタンドのフェンスすれすれに入るサヨナラ3点本塁打を放った。翌日の新聞の見出しの多くが「440フィート（約133m）がタダのアウトで260フィート（約78m）がホームラン？」というようなものだったという。

### 第2戦 9月30日
- ニューヨーク州ニューヨーク／マンハッタン - ポロ・グラウンズ

|                | 1 | 2 | 3 | 4 | 5 | 6 | 7 | 8 | 9 | R | H | E |
| -------------- | - | - | - | - | - | - | - | - | - | - | - | - |
| インディアンス | 1 | 0 | 0 | 0 | 0 | 0 | 0 | 0 | 0 | 1 | 8 | 0 |
| ジャイアンツ   | 0 | 0 | 0 | 0 | 2 | 0 | 1 | 0 | X | 3 | 4 | 0 |

1. 勝利：ジョニー・アントネリ(1-0)
2. 敗戦：アーリー・ウィン(0-1)
3. 本塁打
CLE：アル・スミス(1)
NYG：ダスティ・ローズ(2)
4. 観客動員数: 49,099人

### 第3戦 10月1日
- オハイオ州クリーブランド - ミュニシパル・スタジアム

|                | 1 | 2 | 3 | 4 | 5 | 6 | 7 | 8 | 9 | R | H  | E |
| -------------- | - | - | - | - | - | - | - | - | - | - | -- | - |
| ジャイアンツ   | 1 | 0 | 3 | 0 | 1 | 1 | 0 | 0 | 0 | 6 | 10 | 1 |
| インディアンス | 0 | 0 | 0 | 0 | 0 | 0 | 1 | 1 | 0 | 2 | 4  | 2 |

1. 勝利：ルーベン・ゴメス(1-0)
2. セーブ：ホイト・ウィルヘルム(1)
3. 敗戦：マイク・ガルシア(0-1)
4. 本塁打
NYG：なし
CLE：ビック・ワーツ(1)
5. 観客動員数: 71,555人

### 第4戦 10月2日
- オハイオ州クリーブランド - ミュニシパル・スタジアム

|                | 1 | 2 | 3 | 4 | 5 | 6 | 7 | 8 | 9 | R | H  | E |
| -------------- | - | - | - | - | - | - | - | - | - | - | -- | - |
| ジャイアンツ   | 0 | 2 | 1 | 0 | 4 | 0 | 0 | 0 | 0 | 7 | 10 | 3 |
| インディアンス | 0 | 0 | 0 | 0 | 3 | 0 | 1 | 0 | 0 | 4 | 6  | 2 |

1. 勝利：ドン・リドル(1-0)
2. セーブ：ジョニー・アントネリ(1)
3. 敗戦：ボブ・レモン(0-2)
4. 本塁打
NYG：なし
CLE：ヘンク・マジェスキー(1)
5. 観客動員数: 78,102人